# Piazza Navona
A Piazza Navona Róma történelmi központjának egyik tere, amelyet három barokk szökőkút díszít. A tér helyén egykor római aréna állt. 1520-ban a téren hirdették ki a Luther Mártont kiközösítő ítéletet, és itt égették el műveit is. A Piazza Navona ma az olasz főváros egyik legnyüzsgőbb tere, amelyet kávéházak és éttermek szegélyeznek.

## Története
A tér helyén 86-ban nagy vízi ütközettel nyílt meg Titus Flavius Domitianus római császár stadionja, a Circo Agonale. Az aréna nagyobb volt, mint a Colosseum: 270 méter hosszú és 55 méter széles; nagyjából 33 ezer ember fért el benne. Elsősorban ünnepségekre és sporteseményekre használták. A mai tér neve valószínűleg az ókori stadion nevének fokozatos torzulásából származik. Az agone görög kifejezés a közönség előtt rendezett játékot, a küzdőteret jelentette. A középkorban a stadionban lovas versenyeket rendeztek, az árkádok alatt pedig boltok, műhelyek működtek.
A stadion helyét a 15. században lekövezték, de az így kialakuló tér megőrizte a korábbi aréna hosszú, ovális alakját. A reneszánsz idején karneválokat, ünnepségeket tartottak, IV. Szixtusz pápa pedig 1477-ben ide helyeztette a piacot a Capitoliumról. 1653-ban X. Ince pápa bevezette a Festa del Lagót, az ókori Róma vízi játékainak utódját. Augusztus szombatjain és vasárnapjain a teret elárasztották a szökőkutak vízével, amelyben játszani és hűsölni lehetett.

## Szökőkutak
A Piazza Navonán ma három barokk szökőkút áll. A középső és legnagyobb kút, a Fontana dei Quattro Fiumi, vagyis a Négy folyó szökőkútja. 1647 és 1650 között épült X. Ince pápa megrendelésére. Először Francesco Borrominit bízták meg a tervek elkészítésével, végül azonban Giovanni Lorenzo Berninié lett a megbízás. A kút négy férfi alakja négy kontinens folyóit jeleníti meg: a Nílust, a Gangeszt, a Dunát és a Río de la Platát. A Nílust jelképező alak fejét lepel borítja, mivel a folyó forrását még nem ismerték akkoriban. A szobor közepén az egyiptomi hieroglifákkal dedikált római kori Agonalis-obeliszk emelkedik sziklatalapzatról, amely eredetileg Maxentius római császár arénájánál állt.
A tér északi felén található a Neptun-kút (Fontana di Nettuno), a délin a Mór-kút (Fontana del Moro). Mindkettőt Giacomo Della Porta építette, az előbbit 1576-ban. A Neptun szobrát körbevevő tengeri nimfákkal a 19. században egészítették ki a szökőkutat. A másik kút közepén álló Mór egy delfint tart a kezében; ez Bernini munkája, amelyet a 17. században helyeztek el. A tritónok szintén későbbi, 19. századi alkotások.

## Épületek
A téren áll a Sant’Agnese in Agone-templom, amelyet 1652-ben X. Ince pápa rendelt meg. Az épület azon a helyen áll, ahol a 4. században Domitianus római császár arénájában a legenda szerint a 13 éves Szent Ágnest meztelenre vetkőztették, de a haja csodálatos gyorsasággal megnőtt, és eltakarta a testét. A lányt ezután lefejezték. A barokk templom homlokzatát Borromini tervezte. Az építkezés 1652-ben kezdődött, és 18 év múlva fejeződött be. A főoltár alá temették X. Ince pápát.
A templom mellett áll a Pamphilj család palotája, amelyet Girolamo Rainaldi tervezett. Ebből a családból származott X. Ince pápa is. A palotában, amely 1644 és 1650 között épült fel, egy Pietro de Cortona-freskó van. Az épületben ma a brazil nagykövetség működik.
A tér keleti felén áll a San Giacomo degli Spagnuoli, a spanyolok nemzeti temploma, amely előtt 1520-ban elégették Luther Márton írásait. Fontos épületek még a téren a Santa Maria dell’Anima és a Santa Maria della Pace templom.